# ルシール・ブリス
ルシール・ブリス（Lucille Bliss、1916年3月31日 - 2012年11月8日）は、アメリカ合衆国ニューヨーク州ニューヨーク・シティ出身の俳優、声優。

## 経歴
「シンデレラ」のアナスタシアで有名。
2012年11月8日、死去。96歳没。

## 主な出演作品

### 映画
- シンデレラ(アナスタシア)
- 101匹わんちゃん(TVコマーシャルの歌手)

### テレビアニメ
- 小さな森の精 あいあむ!スマーフ (スマーフェット)
- インベーダー・ジム(ビターズさん)
- アバター 伝説の少年アン(Yagoda )